# Musikjahr 1920
Liste der Musikjahre

◄◄ | ◄ | 1916 | 1917 | 1918 | 1919 | Musikjahr 1920 | 1921 | 1922 | 1923 | 1924 | ► | ►►

Weitere Ereignisse
Dieser Artikel behandelt das Musikjahr 1920.

## Ereignisse

### Festspiele und Kunstgruppierungen
- 30. April: Katherine S. Dreier, Man Ray und Marcel Duchamp gründen in New York City die Société Anonyme Inc. Die Gruppe organisiert zahlreiche Ausstellungen, Lesungen, Konzerte und Symposien zum Modernismus und veröffentlicht darüber zahlreiche Publikationen.
- 22. August: Mit einer Aufführung des Jedermann von Hugo von Hofmannsthal auf dem Salzburger Domplatz mit Alexander Moissi und Johanna Terwin in den Hauptrollen beginnt die Geschichte der Salzburger Festspiele. Neben Max Reinhardt und Hugo von Hofmannsthal ist die Etablierung der Salzburger Festspiele hauptsächlich dem Komponisten Richard Strauss, dem Dirigenten und Wiener Hofoperndirektors Franz Schalk und dem Bühnenbildner Alfred Roller zu verdanken.

### Tonaufnahmen
- 15. Januar: Der Schallplattenproduzent Homocord bietet die erste Schallplatte mit Jazz in Deutschland an. Der aufgenommene Titel Tiger Rag, dargeboten von der Original Excentric Band, ist eher jazzuntypisch interpretiert.

- 10. August: Mamie Smith nimmt für Okeh Records den Titel Crazy Blues auf, der als erste Blues-Aufnahme eines schwarzen Künstlers zu einem Millionenseller wird.

### Radio
- 02. November: In Philadelphia (Pennsylvania) startet das erste regelmäßige private Radioprogramm der Welt. Der kommerzielle Sender KDKA präsentiert Nachrichten, Musik und Unterhaltung.
- 22. Dezember: In Deutschland beginnen regelmäßige Rundfunksendungen durch den Sender Königs Wusterhausen.

### Instrumentenbau
- 05. August: Leon Theremin führt sein Ätherophon – das erste benutzbare elektronische Musikinstrument und einzige Musikinstrument, das ohne körperliche Berührung gespielt wird – auf einer Moskauer Industriemesse erstmals öffentlich vor.

### Uraufführungen

#### Lied
- 21. September: Das Lied der Arbeiterbewegung Brüder, zur Sonne, zur Freiheit wird in Deutschland erstmals öffentlich gesungen.

#### Instrumentalmusik
- 12. Dezember: La Valse Poème chorégraphique pour Orchestre von Maurice Ravel wird als reines Orchesterwerk im Kreis von Sergei Djagilew, Igor Strawinski, Francis Poulenc und anderen uraufgeführt. Der Auftraggeber Djagilew lehnt das Stück ab, da es nicht wie von ihm beauftragt, ein Ballett, sondern das Porträt eines Balletts sei.
- Die Suite (Den Luciferiske) op. 45 von Carl Nielsen kommt heraus. Gewidmet ist das Werk Artur Schnabel.
- George Enescu vollendet sein Streichquartett Nr. 1 Es-Dur op. 22 Nr. 1

#### Vokalmusik
- Juhan Aavik: Kodumaa [Heimatland], Kantate für Bariton, gemischten Chor und Orchester, Text: Villem Ridala[1]

#### Musiktheater
- 20. Januar: Die Uraufführung der Operette Das Hollandweibchen von Emmerich Kálmán findet mit Erfolg am Johann Strauß-Theater in Wien statt. Das Libretto stammt von Leo Stein und Bela Jenbach.
- 21. Januar: Die Uraufführung der Oper Der Schatzgräber von Franz Schreker findet an der Oper Frankfurt statt. Sie wird eine der meistgespielten zeitgenössischen Opern der Weimarer Republik.
- 12. Februar: Die Uraufführung der Operette Der letzte Walzer von Oscar Straus mit Fritzi Massary in der Hauptrolle erfolgt am Berliner Theater in Berlin. Das Libretto stammt von Julius Brammer und Alfred Grünwald. Nicht zuletzt durch das Können der weiblichen Hauptdarstellerin Fritzi Massary wird das Stück zum Erfolg.
- 23. Februar: Uraufführung der Oper Der Fremde von Hugo Kaun an der Staatsoper in Dresden
- 28. April: Uraufführung der heiteren Oper Schirin und Gertraude von Paul Graener mit dem Libretto von Ernst Hardt in Dresden
- 15. Mai: Uraufführung des Balletts Pulcinella von Igor Strawinsky mit dem Ballet Russes in der Opéra Garnier in Paris unter der Leitung von Ernest Ansermet. Kostüme und Bühnenbild sind von Pablo Picasso gestaltet.
- 28. Mai: Uraufführung der Operette Die blaue Mazur von Franz Lehár am Theater an der Wien in Wien
- 01. Juli: Uraufführung der Oper Die ersten Menschen von Rudi Stephan in Frankfurt am Main
- 03. September: Uraufführung der Operette Wenn Liebe erwacht von Eduard Künneke am Theater am Nollendorfplatz in Berlin.
- 04. Oktober: Uraufführung der Operette Der verjüngte Adola von Walter Kollo im Theater in der Kommandantenstraße, Berlin.
- 18. Oktober: Die Uraufführung der Operette Der Tanz ins Glück von Robert Stolz erfolgt am Komödienhaus in Wien.

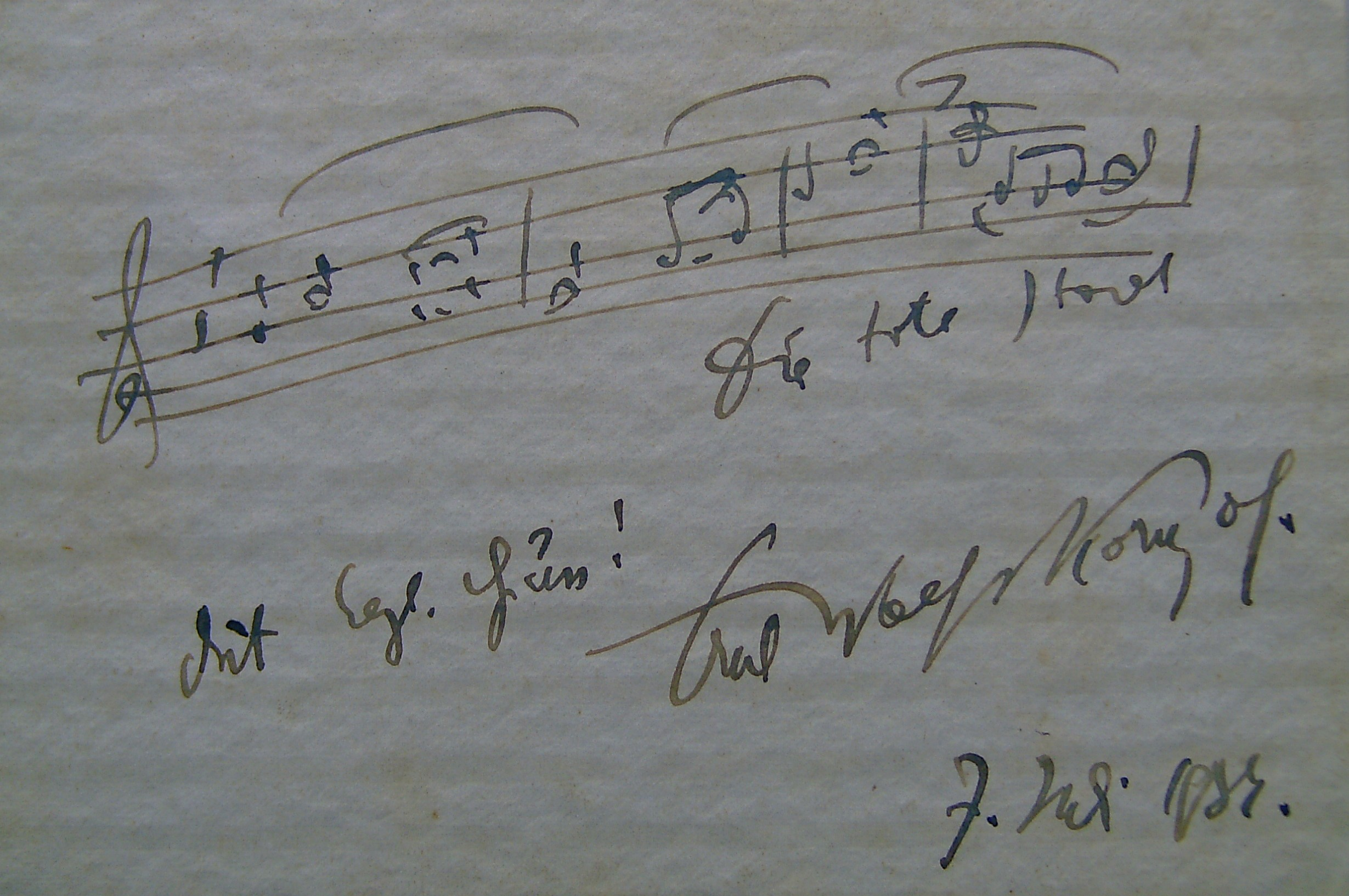
Die tote Stadt, Originalnoten der Oper mit Widmung Korngolds

- 04. Dezember: Die Uraufführung der Oper Die tote Stadt von Erich Wolfgang Korngold mit Texten von Paul Schott, einem Pseudonym, unter dem Julius Korngold, Erich Wolfgang Korngolds Vater, und der Komponist selbst zusammenarbeiten, findet zeitgleich am Stadttheater Hamburg sowie am Stadttheater Köln statt und ist an beiden Orten ein großer Erfolg. Das Libretto basiert auf dem symbolistischen Roman Das tote Brügge (Bruges-la-morte) von Georges Rodenbach. Korngold, der als „Wunderkind“ gilt, ist zum Zeitpunkt der Uraufführung erst 23 Jahre alt.
- 09. Dezember: Giacomo Puccini führt die vierte revidierte Fassung der Oper Madama Butterfly am Teatro Carcano in Mailand erstmals auf.
- 21. Dezember: Am New Yorker Broadway hat das Musical Sally mit außerordentlichem Erfolg seine Uraufführung. Florenz Ziegfeld hat die Musical Comedy für den Star seiner Revue Ziegfeld Follies of 1918, Marilyn Miller produziert. Die Musik stammt von Jerome Kern, Guy Bolton ist der Verfasser des Buches. Als Vorlage dient eine nicht realisierte Princess Theatre-Show von Bolton und P. G. Wodehouse. Die Gesangstexte stammen im Wesentlichen von Clifford Grey. Das Stück erreicht 585 Vorstellungen, die bis dahin längste Laufzeit einer Broadway-Show.

Weiter Operettenuraufführungen
- Robert Stolz: Die Rosen der Madonna und Das Sperrsechserl im März bzw. Juni
- Ralph Benatzky: Graf Cheveraux,  Yuschi tanzt, Bluffodont und Apachen alle in Wien.
- Leo Ascher: Prinzessin Friedl, Baronesschen Sarah und Zwölf Uhr Nachts.
- Walter Wilhelm Goetze: Die Spitzenkönigin
- Leo Fall: Die spanische Nachtigall
- Heinrich Berté: Coulissengeheimnisse letzte Operette des Komponisten.
- Eduard Künneke: Wenn Liebe erwacht
- Edmund Eysler: Der König heiratet.
- Ottorino Respighi bringt das Ballett Scherzo veneziano. Azione coreografica (Libretto: Ileana Leonidov) in Rom heraus.

### Erstveröffentlichungen
- Nikolai Medtner: Fünf Gedichte op. 37
- J. Russel Robinson (Musik) und Con Conrad (Text) veröffentlichen den Popsong Palesteena, der am 4. Dezember von der Original Dixieland Jass Band aufgenommen wird.
- Das lila Lied ist die im Verlag Karl Schultz erschienene erste Hymne der Homosexuellen, der zu dieser Zeit ein erstaunlicher Erfolg beschieden ist.

### Gründungen
- Cleveland Institute of Music – privates Konservatorium in Cleveland

## Neuveröffentlichungen (Auswahl)

### Lieder und Kompositionen
| Lied                      | Text                                   | Musik           | Erstinterpret                | Label | Veröffentlichung  | Genre       | Weitere Informationen        |
| ------------------------- | -------------------------------------- | --------------- | ---------------------------- | ----- | ----------------- | ----------- | ---------------------------- |
| Aunt Hagar’s Blues        | James Tim Brymn                        | W. C. Handy     | Tim Brymn’s Black Devil Four | OKeh  | 1920              | Blues, Jazz | Jazzstandard                 |
| Avalon                    | Al Jolson, Buddy DeSylva, Vincent Rose |                 | Al Jolson                    |       | 4. September 1920 | Jazz        | Musical-Song                 |
| Down by the Riverside     |                                        |                 |                              |       | 1920              | Gospel      | Antikriegslied, Jazzstandard |
| Rose of Washington Square | Ballard MacDonald                      | James F. Hanley | Fanny Brice                  |       | 1920              | Pop, Jazz   |                              |

## Geboren

### Januar bis März
- 01. Januar: Suzanne Juyol, französische Opernsängerin († 1994)
- 02. Januar: Dieter Kober, deutsch-amerikanischer Dirigent, Musikdirektor und Musikpädagoge († 2015)

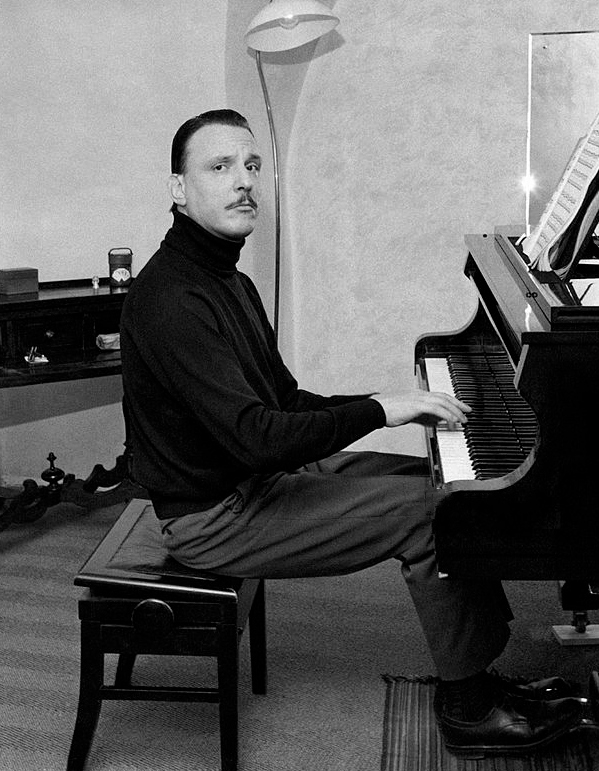
Arturo Benedetti Michelangeli; * 5. Januar

- 05. Januar: Arturo Benedetti Michelangeli, italienischer Pianist († 1995)
- 05. Januar: Ruth Wallis, US-amerikanische Sängerin und Songwriterin († 2007)
- 06. Januar: Earl Kim, US-amerikanischer Komponist und Musikpädagoge († 1998)
- 06. Januar: Elías Randal, argentinischer Tangosänger und -komponist († 2005)
- 21. Januar: Jack Groob, kanadischer Geiger und Dirigent († 1984)
- 21. Januar: Bert Grund, deutscher Filmkomponist († 1992)
- 22. Januar: William Warfield, US-amerikanischer Sänger (Bassbariton) († 2002)
- 23. Januar: Ray Abrams, US-amerikanischer Jazz-Tenorsaxophonist († 1992)
- 23. Januar: Nejiko Suwa, japanische Violinistin († 2012)
- 24. Januar: Hilario González, kubanischer Komponist, Pianist, Musikwissenschaftler und -pädagoge († 1999)
- 25. Januar: Pedro Licinio Valerio, dominikanischer Gitarrist und Sänger († 2005)
- 27. Januar: Vicente Bianchi, chilenischer Pianist, Komponist und Dirigent († 2018)

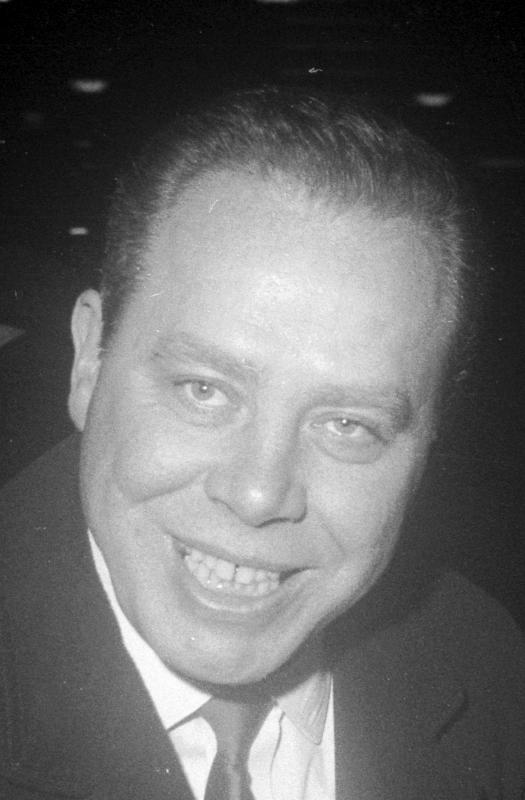
Helmut Zacharias; * 27. Januar

- 27. Januar: Helmut Zacharias, deutscher Violinist († 2002)
- 29. Januar: Earl Watkins, US-amerikanischer Jazz-Schlagzeuger († 2007)
- 30. Januar: Heinz Schulz, deutscher Komponist und Musiker († 1998)
- 31. Januar: Ana María González, mexikanische Sängerin († 1983)
- 07. Februar: Oscar Brand, US-amerikanischer Folk-Songwriter, Radiomoderator und Autor († 2016)
- 07. Februar: Germaine Mounier, französische Pianistin und Musikpädagogin († 2006)
- 08. Februar: Mary Siragusa, dominikanische Pianistin und Musikpädagogin († 2002)
- 10. Februar: Big Lucky Carter, US-amerikanischer Bluesmusiker († 2002)
- 10. Februar: Guillermo Rico, argentinischer Tangosänger, Schauspieler und Fernsehmoderator († 2013)
- 12. Februar: Bob Shad, US-amerikanischer Musikproduzent († 1985)
- 14. Februar: Jack Lesberg, US-amerikanischer Musiker († 2005)
- 17. Februar: Gertraud Hopf, österreichische Opernsängerin († 2008)
- 18. Februar: Rolande Falcinelli, französische Komponistin und Organistin († 2006)
- 20. Februar: Jesús Guerra Zayas, kubanischer Musiker, Komponist und Orchesterleiter († 1995)
- 20. Februar: Josefina Salvador i Segarra, spanisch-valencianische Violinistin und Musikpädagogin († 2006)
- 22. Februar: Maria Hellwig, deutsche Sängerin, Moderatorin und Entertainerin († 2010)
- 23. Februar: Hall Overton, US-amerikanischer Jazzmusiker († 1972)
- 24. Februar: Georg Schmidt-Arzberg, deutscher Musiker und Komponist († 2006)
- 29. Februar: Marcel Frémiot, französischer Komponist († 2018)
- 29. Februar: Alberto Ribeiro, portugiesischer Opernsänger und Filmschauspieler († 2000)
- 02. März: Enrique Franco Manera, spanischer Musikkritiker, Pianist, Komponist und bedeutende Führungspersönlichkeit im Hörfunk († 2009)
- 09. März: Gerald „Jerry“ Byrd, US-amerikanischer Countrysänger und Musiker († 2005)
- 10. März: Bernhard Rövenstrunck, deutscher Komponist, Dirigent und Organist († 2010)

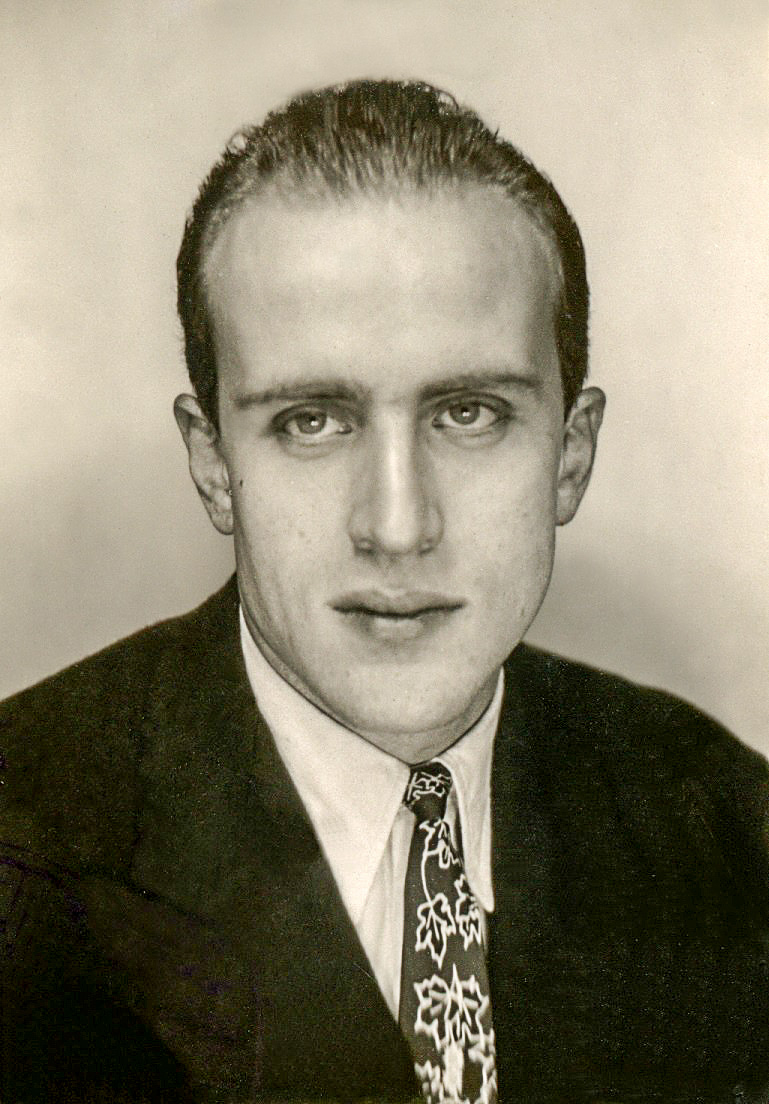
Boris Vian; * 10. März

- 10. März: Boris Vian, französischer Schriftsteller, Chansonnier, Schauspieler und Übersetzer († 1959)
- 11. März: Ike Carpenter, US-amerikanischer Jazzmusiker (Piano) und Bandleader († 1998)
- 13. März: Héctor Mauré, argentinischer Tangosänger und -komponist († 1976)
- 14. März: Yara Bernette, brasilianische Pianistin und Musikpädagogin US-amerikanischer Herkunft († 2002)
- 16. März: John Mervyn Addison, britischer Komponist († 1998)
- 16. März: Herold Kraus, deutscher Opernsänger (Tenor) († 2013)
- 17. März: Felix Karlinger, deutscher und österreichischer Romanist, Musikwissenschaftler, Volkskundler und Literaturgeschichtler († 2000)
- 18. März: Linda Dégh, ungarische Folkloristin († 2014)
- 18. März: Yayo el Indio, puerto-ricanischer Sänger († 2000)
- 20. März: Bienvenido Fabián, dominikanischer Komponist, Pianist und Sänger († 2000)
- 21. März: Edith Oravez, ungarisch-schweizerische Opernsängerin († 2013)
- 22. März: Fanny Waterman, britische Pianistin († 2020)
- 22. März: Helmut Winschermann, deutscher Oboist, Hochschullehrer und Dirigent († 2021)
- 25. März: Heinz Zickler, deutscher Trompeter, Organist, Kantor und Komponist († 2023)
- 27. März: Richard Hayman, US-amerikanischer Mundharmonikaspieler, Arrangeur, Dirigent und Komponist († 2014)
- 27. März: Carl-Henrik Norin, schwedischer Jazz- und Unterhaltungsmusiker (Saxophon, Komposition) († 1967)
- 28. März: Karen Tuttle, US-amerikanische Bratschistin und Musikpädagogin († 2010)
- 29. März: Franco Caracciolo, italienischer Dirigent († 1999)
- 30. März: Raúl Berón, argentinischer Tangosänger († 1982)
- 31. März: Hubert Bradel, polnischer Hornist († 2002)

### April bis Juni
- 01. April: John LaPorta, US-amerikanischer Jazz-Klarinettist († 2004)
- 01. April: Mario Pomar, argentinischer Tangosänger († 1987)
- 01. April: H. E. Erwin Walther, deutscher Komponist und Musikpädagoge († 1995)
- 06. April: Joseíto Mateo, dominikanischer Sänger († 2018)

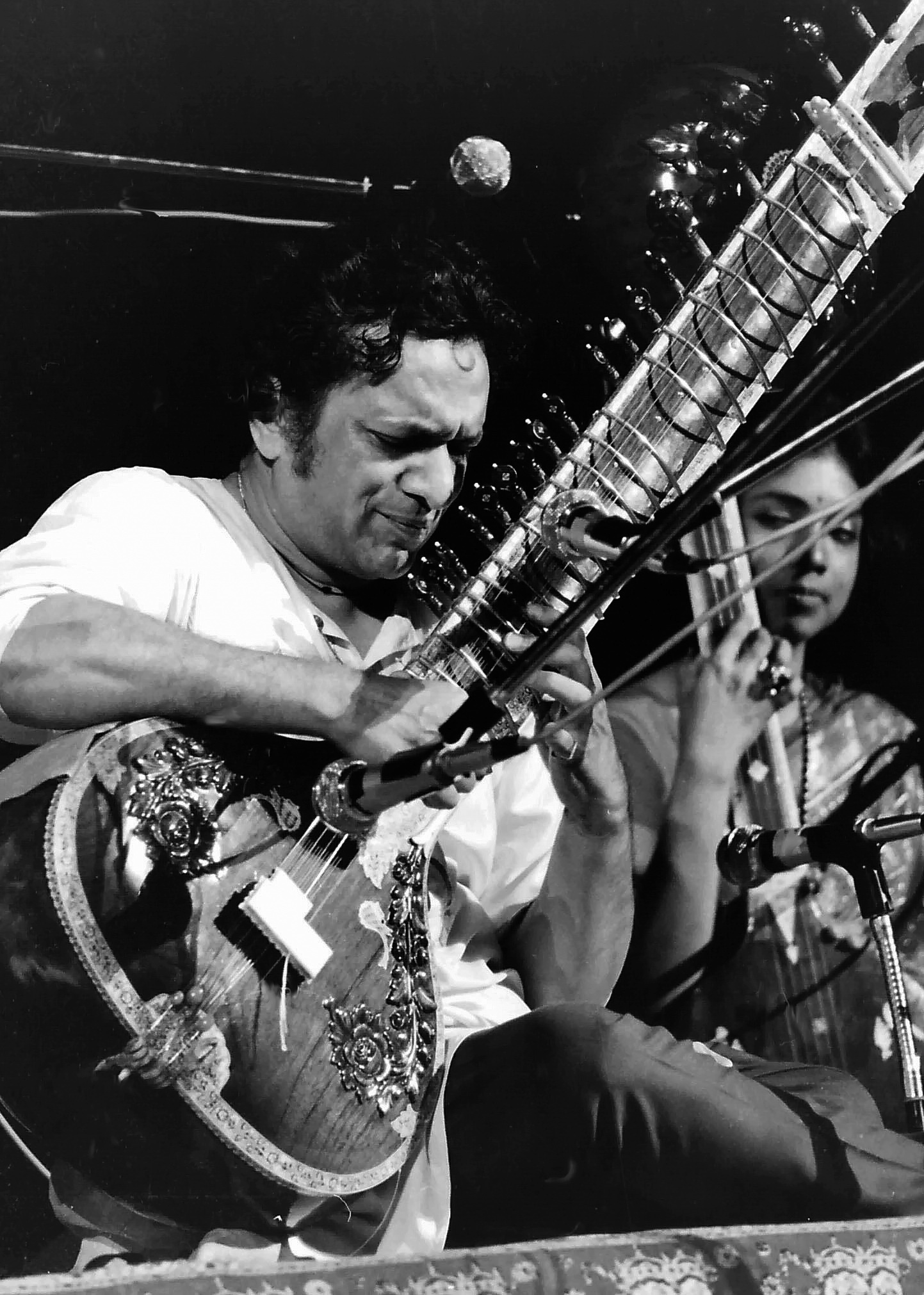
Ravi Shankar; * 7. April

- 07. April: Ravi Shankar, indischer Sitarspieler und Komponist († 2012)
- 09. April: Art Van Damme, US-amerikanischer Jazz-Akkordeonist († 2010)
- 10. April: María de Ávila, spanische Tänzerin, Choreografin und Ballettmeisterin († 2014)
- 11. April: René Carol, deutscher Schlagersänger († 1978)
- 13. April: George Armstrong, britischer Jazzposaunist († 2005)
- 14. April: Eduardo Maturana, chilenischer Komponist († 2003)
- 18. April: Josef Huber, österreichischer Musiker und Rundfunkredakteur († unbekannt)
- 19. April: Frank Fontaine, US-amerikanischer Komiker und Sänger († 1978)
- 20. April: Ricardo García Perdomo, kubanischer Gitarrist und Sänger († 1996)
- 27. April: Guido Cantelli, italienischer Dirigent († 1956)
- 29. April: Harold Shapero, US-amerikanischer Komponist († 2013)
- 02. Mai: Jean-Marie Auberson, Schweizer Dirigent und Geiger († 2004)
- 02. Mai: Jacob Gilboa, israelischer Komponist († 2007)
- 02. Mai: Joe Henderson, britischer Klavierspieler († 1980)
- 03. Mai: John Lewis, US-amerikanischer Jazz-Musiker († 2001)
- 04. Mai: Yakov Soroker, israelischer Geiger und Musikwissenschaftler († 1995)
- 12. Mai: Renata Bogdańska, polnische Bühnenschauspielerin und Sängerin († 2010)
- 13. Mai: Alfons Bauer, deutscher Komponist volkstümlicher Musik und Zitherspieler († 1997)
- 13. Mai: Gareth Morris, englischer Flötist († 2007)
- 16. Mai: Valda Aveling, australische Cembalistin und Pianistin († 2007)
- 18. Mai: Bedřich Janáček, tschechischer Organist, Komponist und Musikpädagoge († 2007)
- 21. Mai: Little Willie Anderson, US-amerikanischer Bluesmusiker († 1991)
- 21. Mai: John William „Bill“ Barber, US-amerikanischer Tuba-Spieler († 2007)
- 26. Mai: Peggy Lee, US-amerikanische Sängerin († 2002)

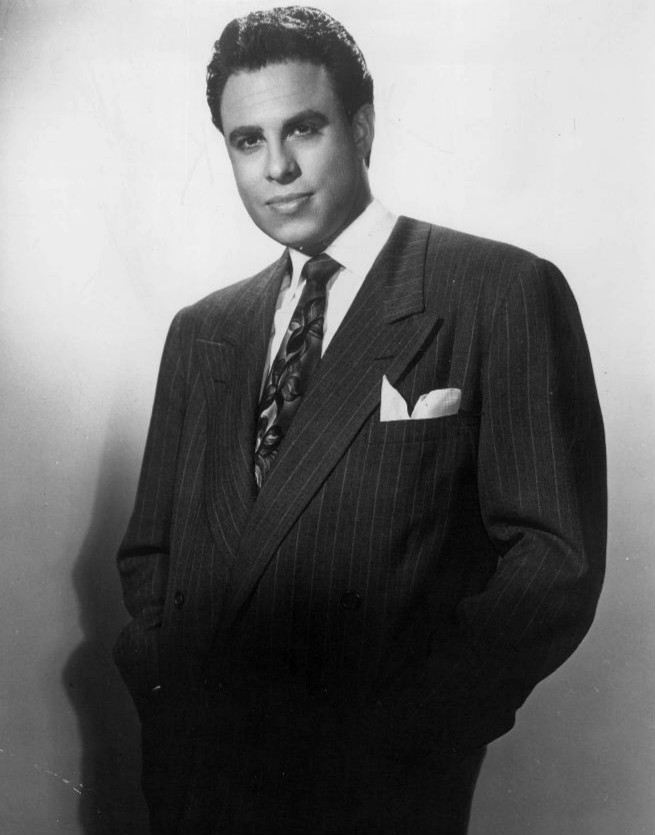
George London; * 30. Mai

- 30. Mai: George London, amerikanischer Opernsänger († 1985)
- 30. Mai: Horacio Quintana, argentinischer Tangosänger und -komponist († 2007)
- 04. Juni: Fedora Barbieri, italienische Opernsängerin (Mezzosopran) († 2003)

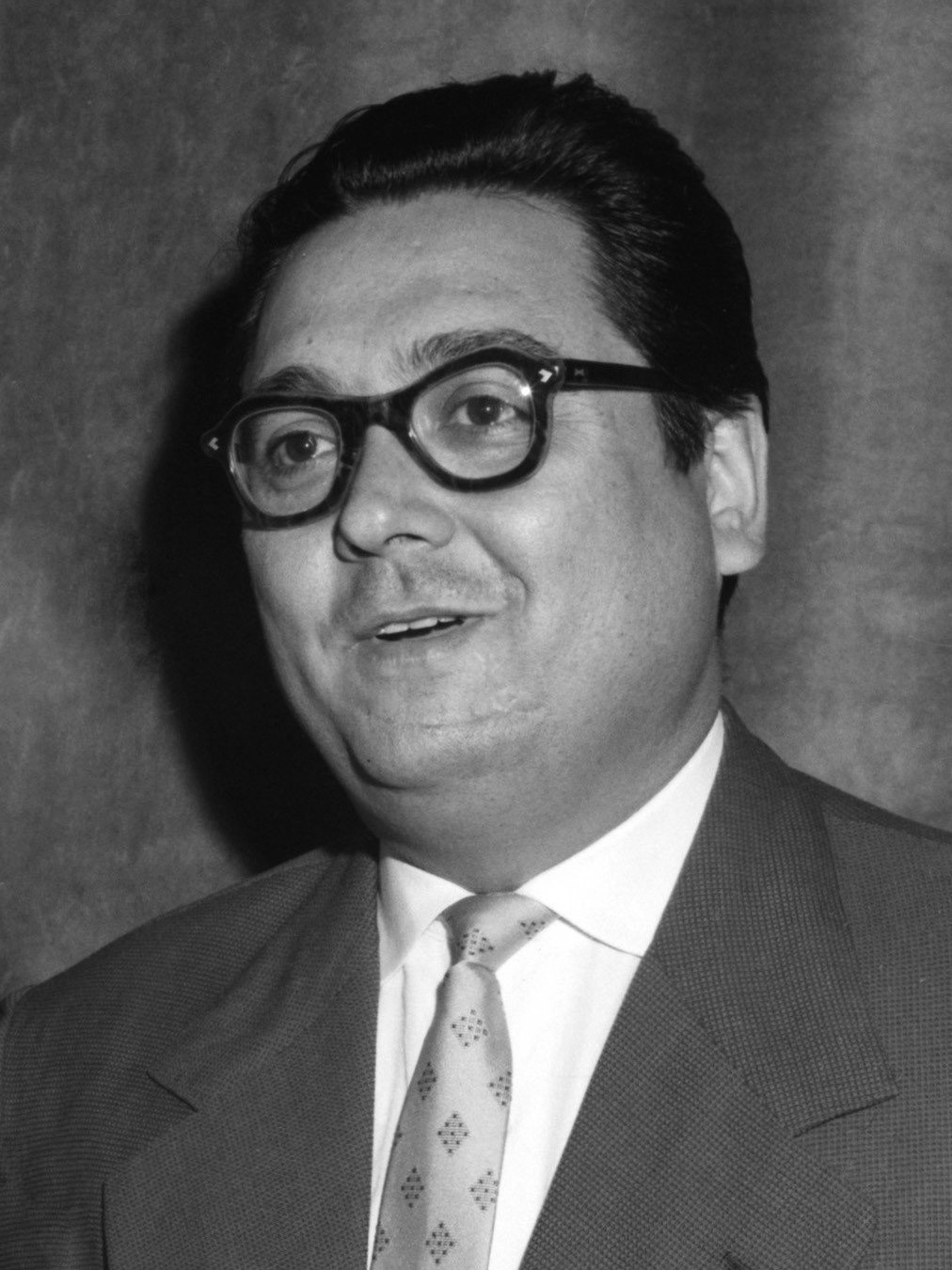
Kurt Edelhagen; * 5. Juni

- 05. Juni: Kurt Edelhagen, deutscher Bigband-Leader († 1982)
- 06. Juni: Robert Turner, kanadischer Komponist und Musikpädagoge († 2012)
- 10. Juni: Zbyněk Vostřák, tschechischer Komponist († 1985)
- 13. Juni: Peter Kurt Burkowitz, deutscher Tontechniker († 2012)
- 13. Juni: Sy Mann, US-amerikanischer Jazz- und Unterhaltungsmusiker († 2001)
- 14. Juni: Helmer-Rainer Sinisalo, sowjetischer Flötist und Komponist († 1989)
- 16. Juni: Georges Follman, belgischer Komponist und Dirigent († 1994)
- 24. Juni: Wladimir Gawrilowitsch Charitonow, sowjetischer Dichter und Liedermacher († 1981)
- 25. Juni: Joe Viola, US-amerikanischer Jazzmusiker († 2001)
- 30. Juni: Gerda Hensel, deutsche Tänzerin, Opern- und Operettensängerin und Schauspielerin († 2009)

### Juli bis September
- 10. Juli: Jolly Marée, deutsche Schauspielerin, Sängerin und Varietékünstlerin († 2002)
- 11. Juli: Yul Brynner, US-amerikanischer Schauspieler und Sänger († 1985)
- 12. Juli: Carmen Del Moral, argentinische Sängerin und Schauspielerin († 1991)
- 13. Juli: Anna Halprin, US-amerikanische Tänzerin und Choreografin († 2021)
- 13. Juli: Wilhelm Kümpel, Domorganist und Kirchenmusikdirektor († 2000)
- 16. Juli: Ivo Jirásek, tschechischer Komponist und Dirigent († 2004)
- 19. Juli: Robert Mann, US-amerikanischer Geiger, Dirigent, Komponist und Musikpädagoge († 2018)
- 21. Juli: Anthony Amato, US-amerikanischer Operndirektor, Gründer und Leiter der Amato Opera († 2011)

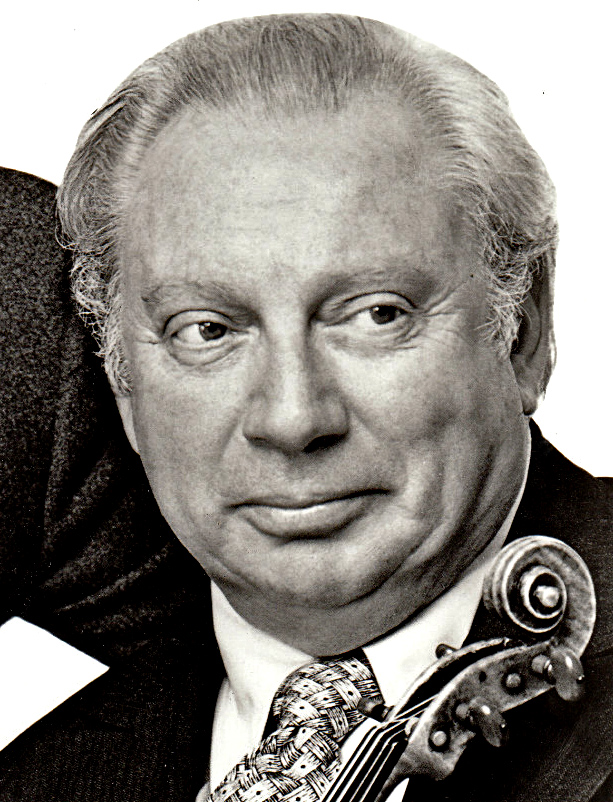
Isaac Stern; * 21. Juli

- 21. Juli: Isaac Stern, Violinist († 2001)
- 21. Juli: Manuel Valls i Gorina, katalanischer Komponist und Musikwissenschaftler († 1984)
- 24. Juli: Howard Brown, kanadischer Pianist, Cembalist und Musikpädagoge († 2001)
- 26. Juli: Walter Laird, britischer Tänzer († 2002)
- 28. Juli: Preben Mahrt, dänischer Schauspieler und Sänger († 1989)

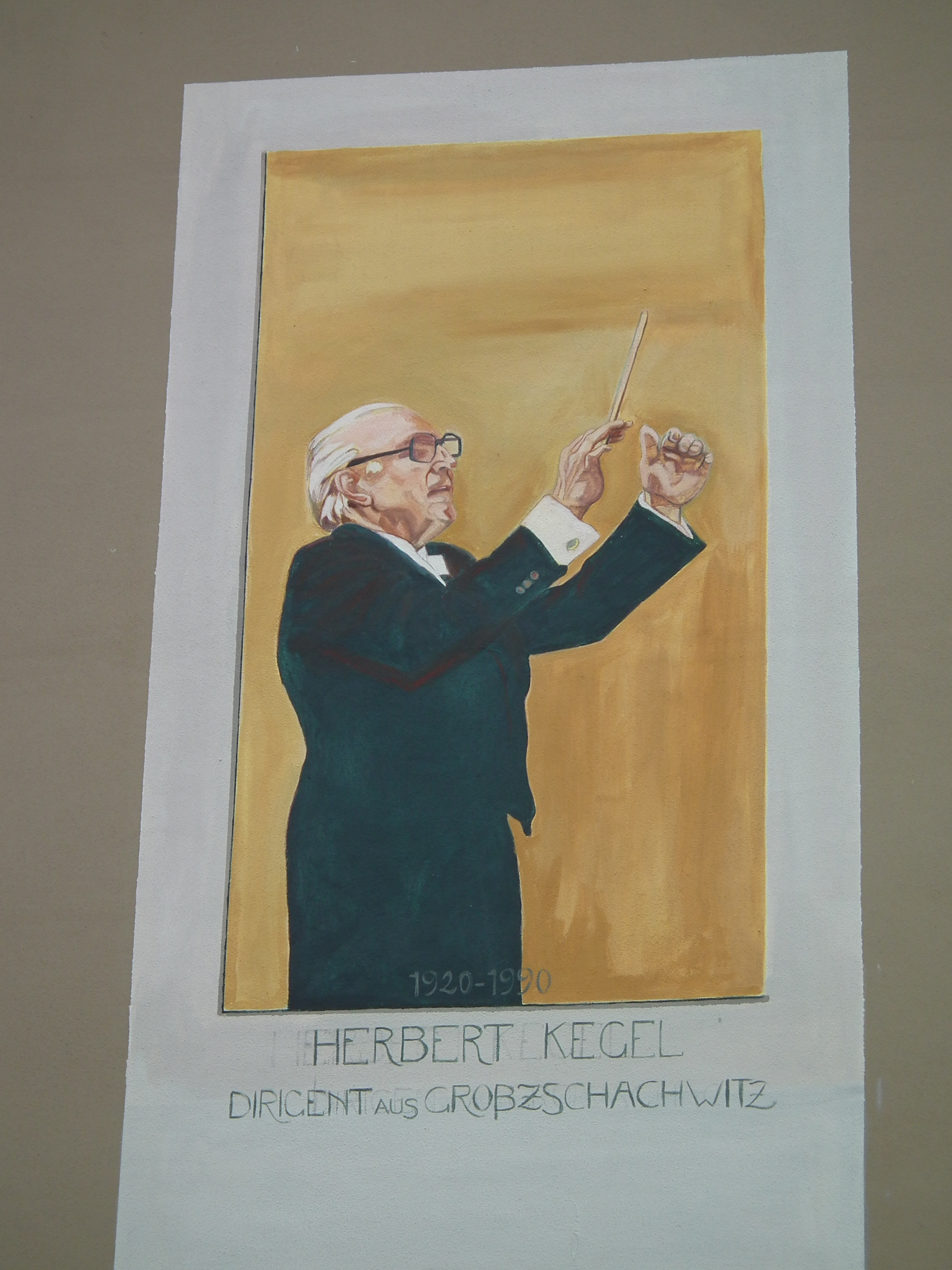
Herbert Kegel; * 29. Juli

- 29. Juli: Herbert Kegel, deutscher Dirigent († 1990)
- 31. Juli: Walter Arlen, österreichisch-US-amerikanischer Musikkritiker und Komponist († 2023)
- 02. August: Werner Müller, deutscher Autor, Komponist, Dirigent, Arrangeur und Orchesterleiter († 1998)
- 07. August: Harry Arnold, schwedischer Tenorsaxophonist, Klarinettist und Bandleader († 1971)
- 08. August: Alfred Hause, deutscher Violinist, Dirigent und Kapellmeister († 2005)
- 11. August: Albert E. Kaiser, Schweizer Dirigent und Musikpädagoge († 2004)
- 12. August: Percy Mayfield, US-amerikanischer Blues-Musiker († 1984)
- 14. August: María Teresa Linares, kubanische Musikwissenschaftlerin und -pädagogin († 2021)
- 18. August: Don Lamond, US-amerikanischer Jazzschlagzeuger († 2003)
- 23. August: Leo Marini, argentinischer Sänger († 2000)
- 24. August: Gottfried Schmiedel, deutscher Musikschriftsteller und Musikkritiker, Konzertmoderator und Buchautor († 1987)
- 28. August: Rowland Greenberg, norwegischer Jazzmusiker und Bahnradfahrer († 1994)
- 28. August: Fred Ignor, deutscher Hörfunkmoderator, Liedtexter und Drehbuchautor († 1999)

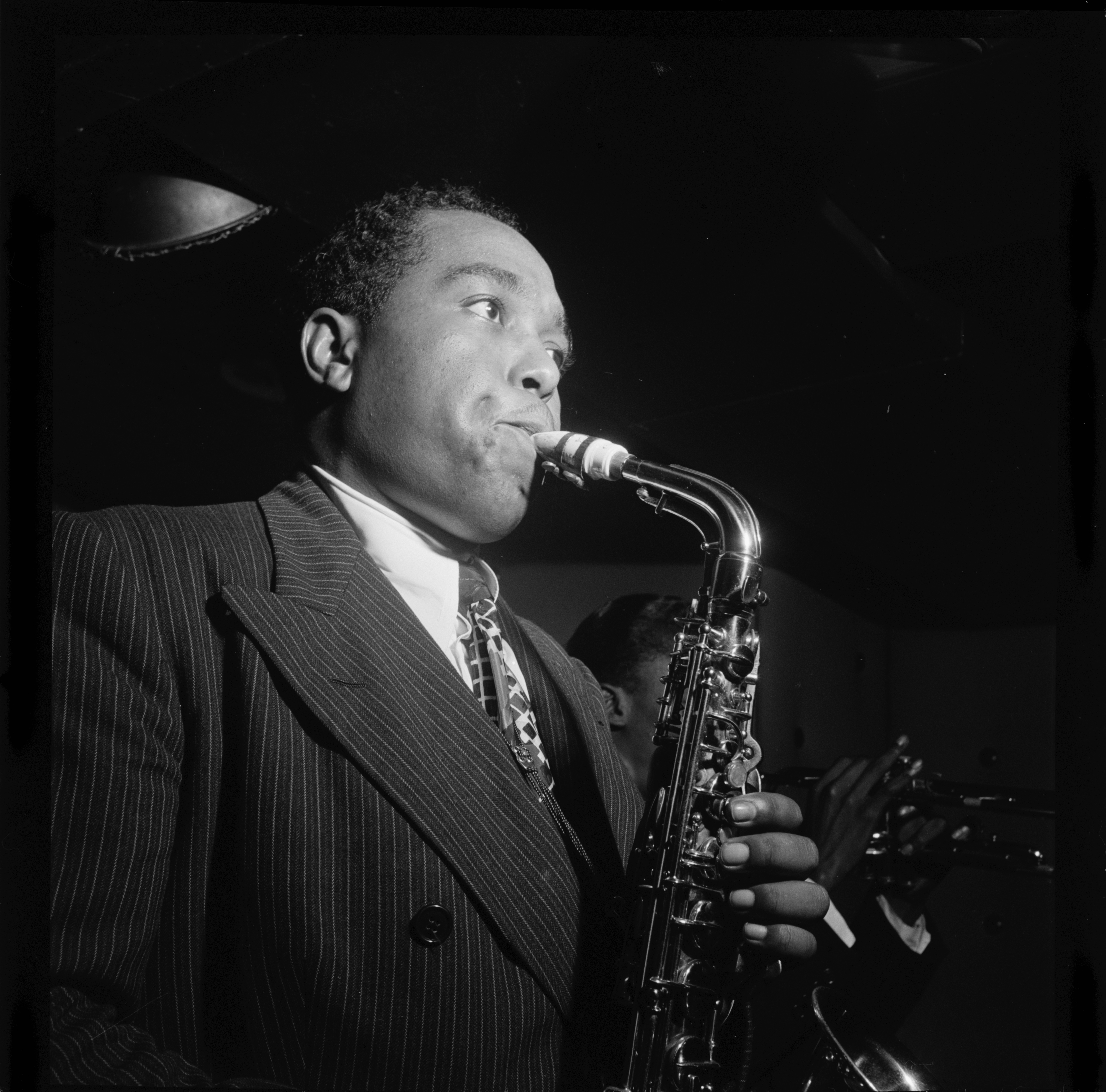
Charlie Parker; * 29. August

- 29. August: Charlie Parker, US-amerikanischer Jazz-Saxophonist (Alt-Sax) († 1955)
- 29. August: Giorgos Sisilianos, griechischer Komponist († 2005)
- 03. September: Chabuca Granda, peruanische Lyrikerin, Liedermacherin und Folkloristin († 1983)
- 03. September: Paul Hamburger, österreichischer Pianist, Gründer des Mozart-Quartetts († 2004)
- 04. September: George Little, kanadischer Musikpädagoge, Chordirigent und Organist († 1995)
- 07. September: Román Peña, dominikanischer Komponist, Geiger und Gitarrist († 2003)
- 09. September: Eleanor Koldofsky, kanadische Musik- und Filmproduzentin und Autorin († 2023)
- 17. September: Jorge Maciel, argentinischer Tangosänger († 1975)
- 19. September: Karen Surenowitsch Chatschaturjan, russischer Komponist († 2011)
- 19. September: Rudi von der Dovenmühle, deutscher Schlagerkomponist († 2000)
- 21. September: Vico Torriani, Schweizer Sänger, Schauspieler, Showmaster († 1998)
- 23. September: Alexander Arutjunjan, armenischer Komponist († 2012)
- 23. September: Jiří Jaroch, tschechischer Komponist, Bratscher und Dirigent († 1986)
- 23. September: Keith MacMillan, kanadischer Musikproduzent, -verleger und -manager († 1991)
- 28. September: Alan Davie, schottischer Maler und Musiker († 2014)
- 28. September: Alan A. Freeman, australischer Musikproduzent († 1985)
- 29. September: Václav Neumann, tschechischer Dirigent, Violine- und Viola-Spieler († 1995)
- 29. September: Søren Sørensen, dänischer Cembalist, Organist, Musikwissenschaftler und Hochschullehrer († 2001)
- 30. September: Roger Albin, französischer Violoncellist, Dirigent und Komponist († 2001)
- 30. September: Big Brown, US-amerikanischer (Straßen-)Poet, Performer und Musiker († 1980)
- 30. September: Torbjörn Lundquist, schwedischer Komponist († 2000)

### Oktober bis Dezember
- 01. Oktober: Wolfgang Adelung, deutscher Mediziner und Orgelforscher († 1994)
- 01. Oktober: Al Goyens, belgischer Jazzmusiker († 2008)
- 01. Oktober: John Vallier, englischer Pianist, Komponist, Musikpädagoge und Musikwissenschaftler († 1991)
- 02. Oktober: Suse Böhm, deutsche Tänzerin, Tanzlehrerin und Theaterschauspielerin († 1986)
- 07. Oktober: Suse Preisser, deutsche Balletttänzerin, Choreografin und Ballettmeisterin († 1979)
- 08. Oktober: Alfredo Rossi y Rossi, argentinischer Komponist
- 09. Oktober: Yusef Abdul Lateef, US-amerikanischer Jazzmusiker († 2013)
- 18. Oktober: Melina Mercouri, griechische Schauspielerin, Sängerin und Kulturministerin († 1994)
- 23. Oktober: Charlie Adams, US-amerikanischer Country-Musiker († 2004)
- 31. Oktober: Joseph Gelineau, französischer Komponist und Jesuit († 2008)
- 01. November: Amadeus Webersinke, deutscher Pianist, Organist und Hochschullehrer († 2005)
- 02. November: Fabio González-Zuleta, kolumbianischer Komponist und Musikpädagoge († 2011)
- 06. November: Nicola Rossi-Lemeni, italienischer Opernsänger († 1991)
- 15. November: Jerome Richardson, US-amerikanischer Jazzsaxophonist und -flötist († 2000)

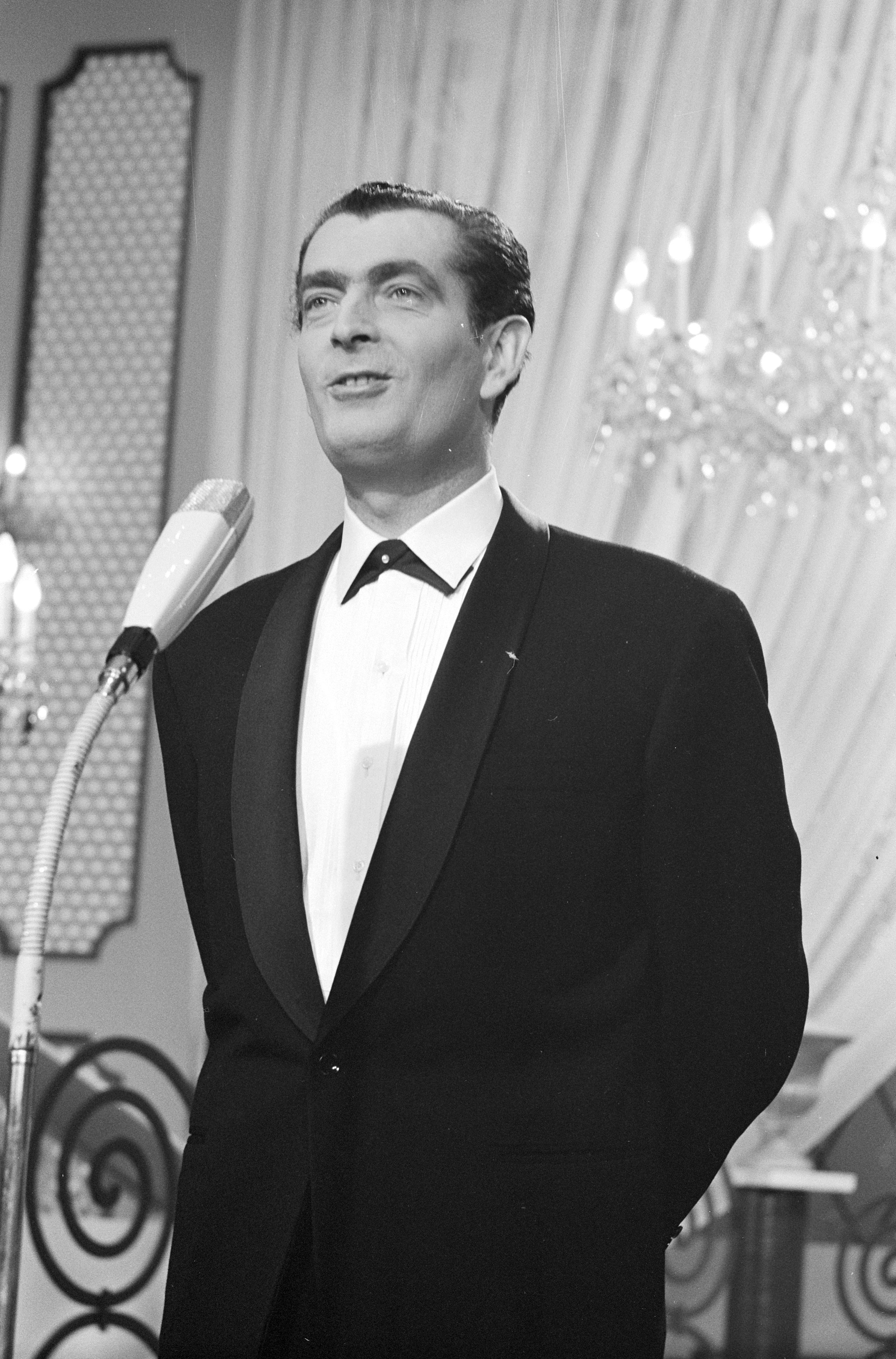
Camillo Felgen; * 17. November

- 17. November: Camillo Felgen, Sänger, Texter und Radio- und Fernsehmoderator († 2005)
- 18. November: Louis Mennini, US-amerikanischer Komponist und Musikpädagoge († 2000)
- 20. November: Kostas Kapnisis, griechischer Pianist und Komponist († 2007)
- 21. November: Helen Colijn, niederländische Publizistin und japanische Kriegsgefangene, die die in den Internierungslagern entstandene Musik weltweit bekannt machte († 2006)
- 28. November: Juan Sánchez Gorio, argentinischer Bandoneonist, Bandleader und Tangokomponist († 1979)
- 29. November: Vittoria Calma, polnische Opernsängerin († 2007)

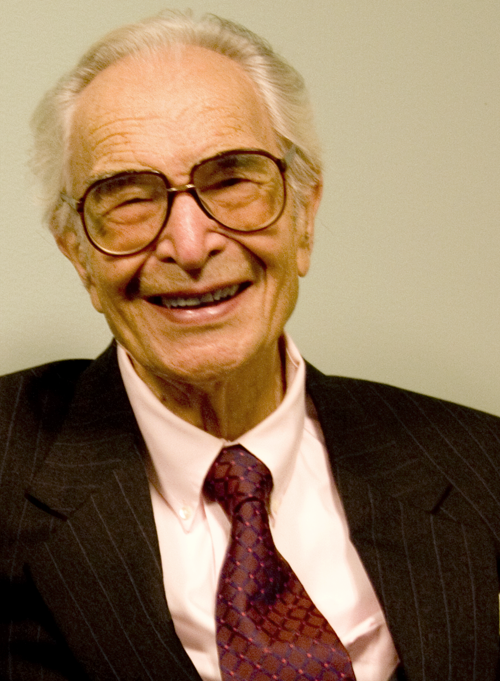
Dave Brubeck; * 6. Dezember

- 06. Dezember: Dave Brubeck, US-amerikanischer Jazz-Pianist († 2012)
- 10. Dezember: Bryan Beaumont Hays, US-amerikanischer Komponist und Musikpädagoge († 2017)
- 12. Dezember: Dick James, britischer Musikverleger († 1986)

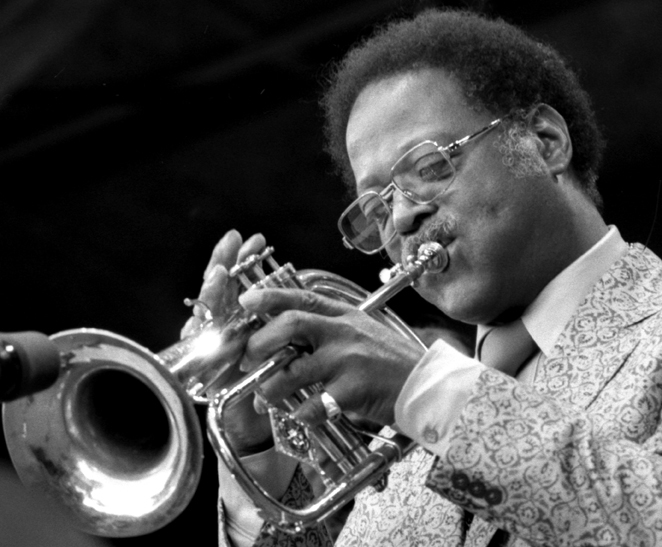
Clark Terry; * 14. Dezember

- 14. Dezember: Clark Terry, US-amerikanischer Jazz-Trompeter, Bandleader und Komponist († 2015)
- 15. Dezember: Howard Cable, kanadischer Dirigent, Arrangeur und Komponist († 2016)
- 18. Dezember: Edmond de Stoutz, Schweizer Dirigent († 1997)
- 18. Dezember: Rita Streich, deutsche Sopranistin († 1987)
- 19. Dezember: Little Jimmy Dickens, US-amerikanischer Country-Sänger († 2015)
- 21. Dezember: Alicia Alonso, kubanische Primaballerina und Choreografin († 2019)
- 23. Dezember: Norman Symonds, kanadischer Komponist, Klarinettist, Saxophonist und Bandleader († 1998)
- 24. Dezember: Stormé DeLarverie, US-amerikanische Künstlerin und LGBT-Aktivistin († 2014)
- 26. Dezember: Maurice Gendron, französischer Cellist († 1990)
- 29. Dezember: Irving Ashby, US-amerikanischer Jazzgitarrist († 1987)

### Genaues Geburtsdatum unbekannt
- Giuliana Bordoni, italienische Pianistin und Musikpädagogin († 1999)
- James Chambers, US-amerikanischer Hornist († 1989)
- Doug Duke, US-amerikanischer Jazzmusiker († 1973)
- Donald Mackey, kanadischer Organist, Chorleiter und Musikpädagoge († 1993)
- Abdi Sinimo, somalischer Musiker († 1967)
- Armando Zeferino Soares, kap-verdischer Dichter († 2007)

### Geboren um 1920
- Jack Carman, US-amerikanischer Jazzmusiker († 2005)
- Gerald Cook, US-amerikanischer Jazz- und Bluesmusiker († 2006)
- Jan Abramowitsch Frenkel, sowjetischer Musiker, Komponist und Schauspieler († 1989)
- Bill Halfacre, US-amerikanischer Jazzmusiker († 2000)
- Gaston Léonard, französischer Jazzmusiker (Schlagzeug) († nach 1949)
- Bernard Spieler, US-amerikanischer Kontrabassist († um 1964)

## Gestorben

### Todesdatum gesichert
- 07. Januar: Smith Newell Penfield, US-amerikanischer Komponist (* 1837)

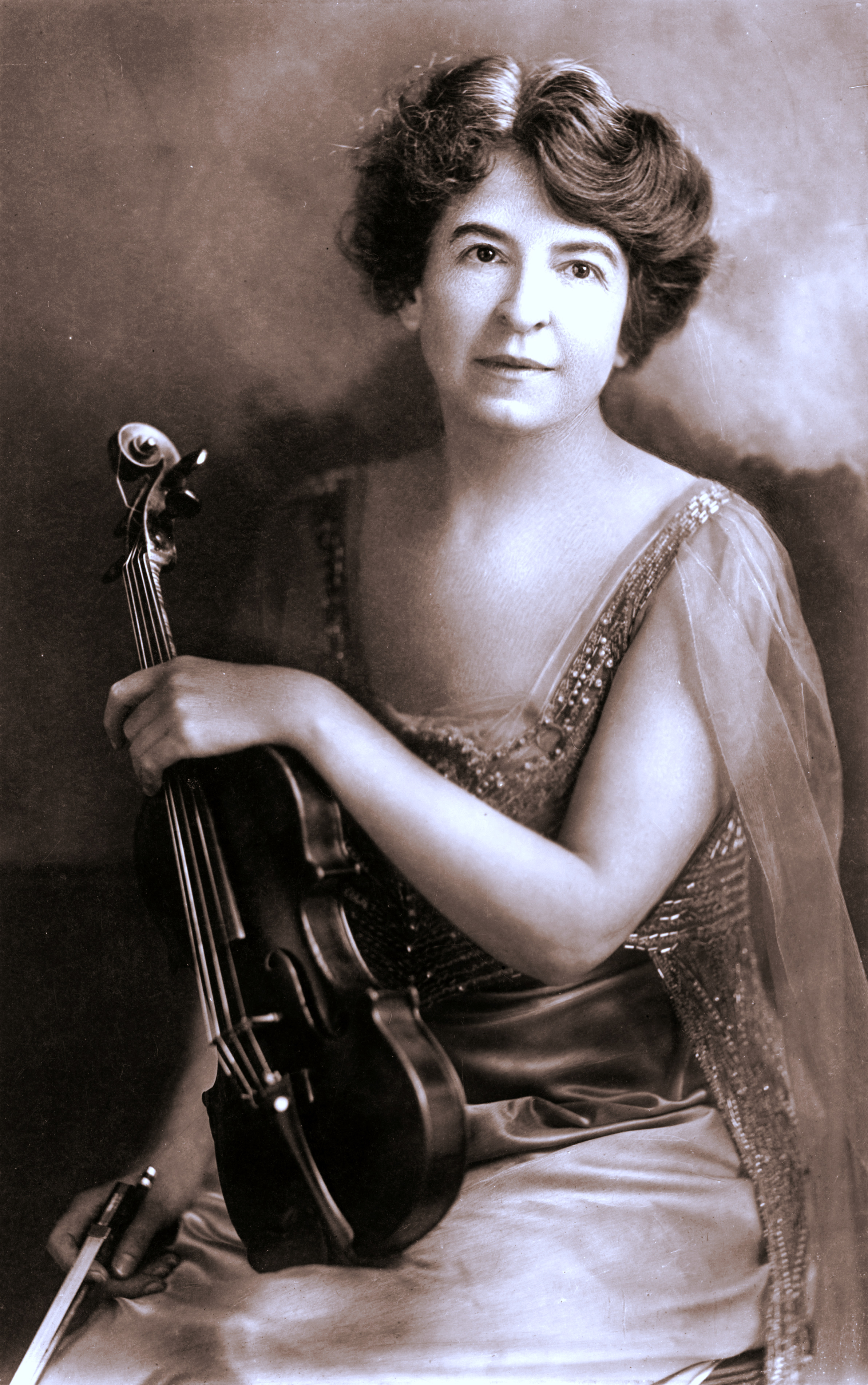
Maud Powell; † 8. Januar

- 08. Januar: Maud Powell, US-amerikanische Violinistin (* 1867)
- 09. Januar: Clara Samuell, britische Mezzosopranistin (* 1857)
- 16. Januar: Reginald De Koven, US-amerikanischer Komponist (* 1859)
- 23. Januar: Pasi Jääskeläinen, finnischer Schauspieler, Sänger, Dramatiker und Kantelespieler (* 1869)
- 24. Januar: George Karel Gerardus van Aaken, niederländischer Violinist, Dirigent, Kapellmeister, Musikpädagoge und Komponist (* 1851)
- 08. Februar: Georges Gillet, französischer Oboist, Musikpädagoge und Komponist (* 1854)

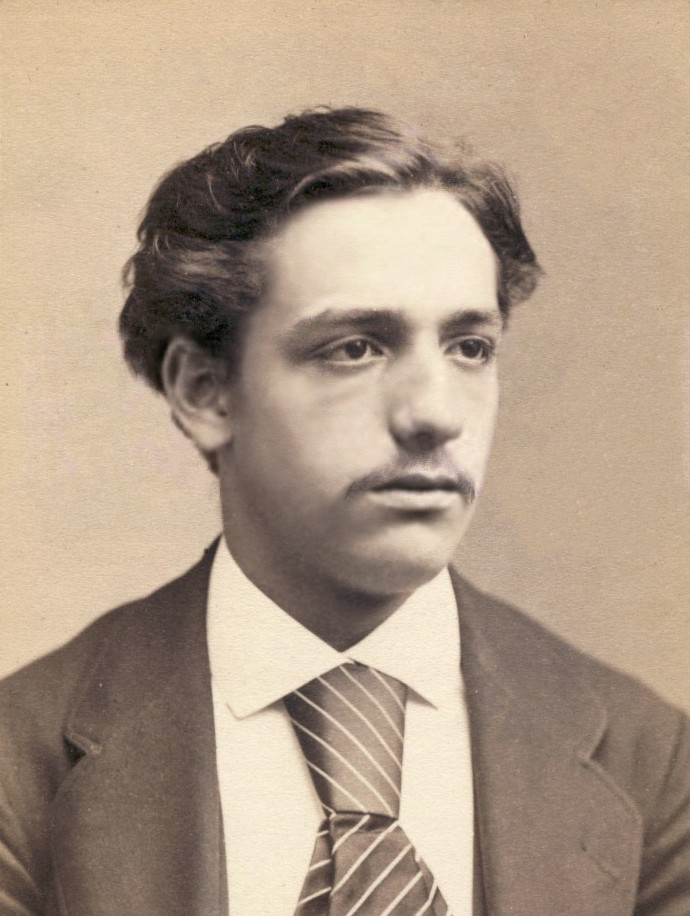
Emile Sauret; † 12. Februar

- 12. Februar: Émile Sauret, französischer Violinvirtuose und Komponist (* 1852)
- 23. Februar: Alexander Alexandrowitsch Iljinski, russisch-sowjetischer Komponist und Hochschullehrer (* 1859)
- 12. März: Louis Thern, österreichisch-ungarischer Pianist und Musikpädagoge (* 1848)
- 14. März: Edoardo Sonzogno, italienischer Musikverleger (* 1836)
- 20. März: Eva Mylott, australische Opernsängerin (* 1875)
- 07. April: Caroline Alice Elgar, britische Schriftstellerin und Ehefrau des Komponisten Edward Elgar (* 1848)
- 20. April: Tony Jackson, US-amerikanischer Pianist, Sänger und Komponist (* 1876)
- 01. Mai: Hanuš Wihan, tschechischer Cellist und Musikpädagoge (* 1855)
- 19. Mai: Honorio Alarcón, kolumbianischer Pianist und Musikpädagoge (* 1859)
- 25. Mai: Georg Jarno, ungarischer Komponist (* 1868)
- 07. Juni: Louis Debierre, französischer Orgelbauer (* 1842)
- 15. Juni: Gaston Carraud, französischer Komponist und Musikkritiker (* 1864)
- 08. Juli: Robert Brydges Addison, britischer Komponist und Musikpädagoge (* 1854)
- 00. Juli: François Héraly, belgischer Klarinettist, Kapellmeister und Musikpädagoge (* 1856)
- 04. August: Wladimir Iwanowitsch Rebikow, russischer Komponist (* 1866)
- 14. August: Homer Albert Norris, US-amerikanischer Organist, Komponist und Musikwissenschaftler (* 1860)
- 09. September: Roberto Hazon, italienischer Dirigent und Musikpädagoge (* 1854)

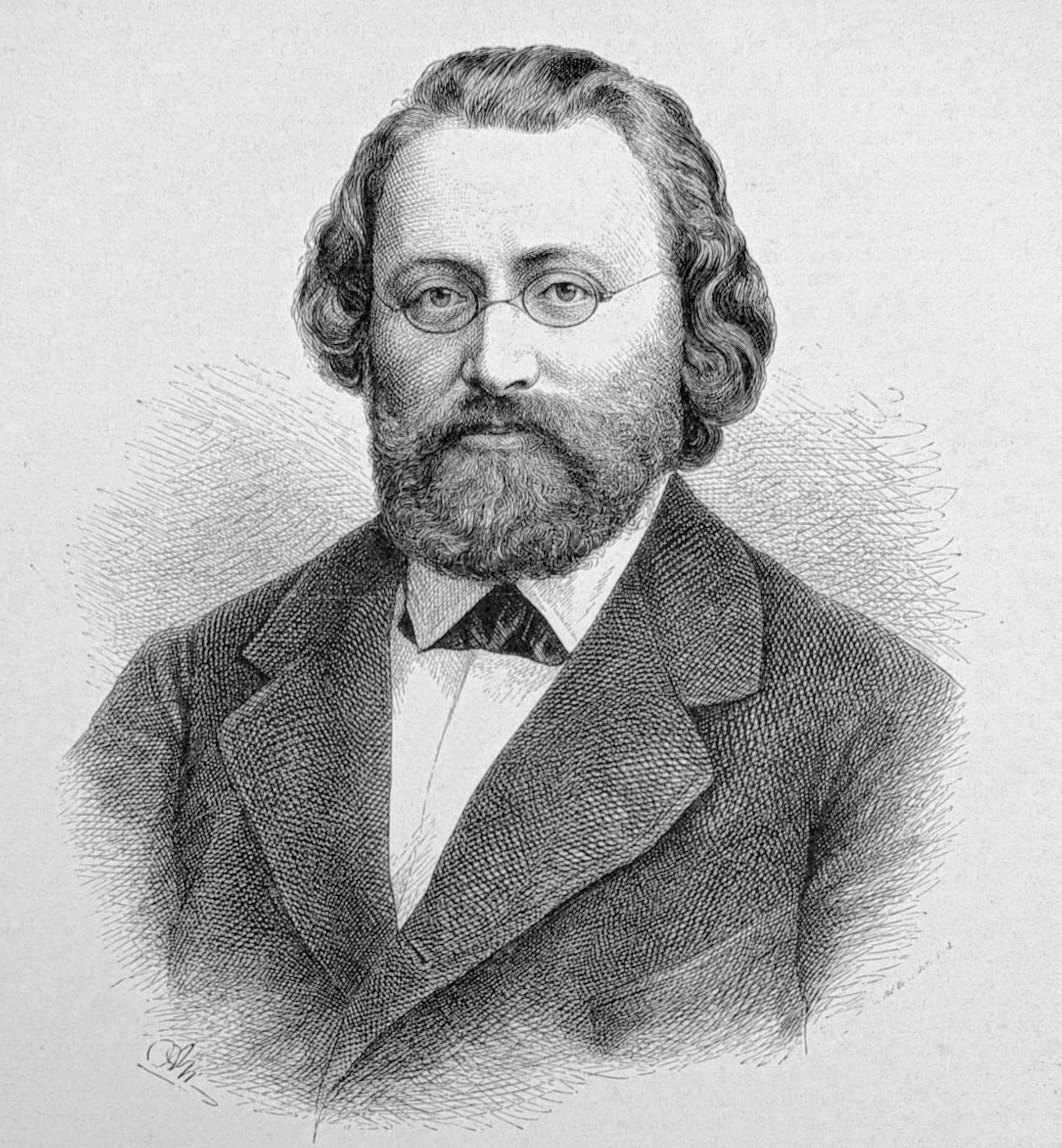
Max Bruch; † 2. Oktober

- 02. Oktober: Max Bruch, deutscher Komponist und Dirigent (* 1838)
- 08. Oktober: Ernst Radecke, deutsch-schweizerischer Musikdirektor, Musikhistoriker und Musikpädagoge (* 1866)
- 16. Oktober: Alberto Nepomuceno, brasilianischer Komponist (* 1864)
- 29. Oktober: Ernst Perabo, US-amerikanischer Pianist und Komponist (* 1845)
- 20. Dezember: Olga Christoforowna Agrenewa-Slawjanskaja, russische Volkskundlerin, Ethnographin und Komponistin (* 1847)

### Genaues Todesdatum unbekannt
- Helena Achmatowiczowa, polnische Komponistin (* 1839)